# Gloria Münchmeyer

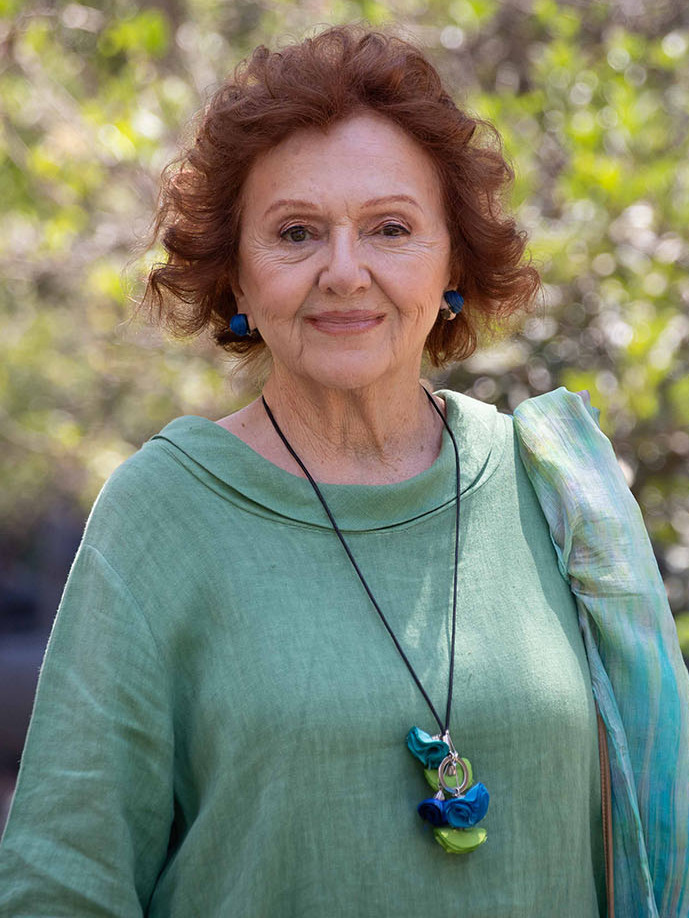
Gloria Münchmeyer (2024)

María Gloria Münchmeyer Barber (* 2. September 1938 in Viña del Mar) ist eine chilenische Film-, Theater- und Fernsehschauspielerin. Sie erlangte in der chilenischen Schauspielszene große Bekanntheit durch ihre Hauptrollen in landesweit ausgestrahlten Seifenopern in den 1980er Jahren: La madrastra (Die Stiefmutter, 1981), Los títeres (Die Puppen, 1984) und La invitación (Die Einladung, 1987). In ihrer langjährigen Karriere auf der Bühne hat sie zahlreiche Auszeichnungen erhalten. 1990 erhielt sie als erste Chilenin den Coppa Volpi bei den Internationalen Filmfestspielen von Venedig.

## Leben und Karriere
Gloria ist die Tochter von Alfonso Münchmeyer Straight, einem Chilenen deutsch-britischer Herkunft aus Valparaíso, und Maxinia Estela Barber Quiñones, einer in Concepción geborenen Chilenin englischer Abstammung. Sie war mit dem Schauspieler Jorge Guerra verheiratet, von dem sie sich nach einigen Jahren der Ehe trennte. Sie gründeten eine Familie mit drei Kindern, darunter Catalina, ebenfalls Schauspielerin. Münchmeyer gab ihr Schauspieldebüt in den 1960er Jahren bei der Ictus-Theatergruppe, wo sie mit angesehenen Schauspielern wie Jorge Díaz, Claudia di Girólamo und Jaime Celedón zusammenarbeitete. Zusätzlich war sie als Regieassistentin für Víctor Jara bei der Inszenierung von La maña (Der Kniff) im Jahr 1965 tätig.
Sie ist für die Vielseitigkeit der Charaktere bekannt, die sie in Film, Theater und Fernsehen gespielt hat. Sie ist bekannt für ihre antagonistischen Rollen, die beim Publikum Antipathie hervorrufen. In Pablo Larraíns Vampirfilm El Conde aus dem Jahr 2023 verkörperte sie Lucía Hiriart, die in Chile äußerst unbeliebte Ehefrau des chilenischen Diktators Augusto Pinochet.